# اندیس باب نم (۱)
باب نم(۱) یک اندیس فلزی است که در حوالی شهر سردونیه استان کرمان قرار دارد و مادهٔ معدنی موجود در آن، مولیبدنیت است.  